# Морские чары
«Морские чары» — картина английского художника-прерафаэлита Данте Габриэля Россетти, созданная в 1877 году. В настоящее время картина находится в собрании Художественного музея Фогга.
Натурщицей для картины, где изображена сирена стала Алекса Уайлдинг. Сирена одета в венец из цветов и играет на арфе; её мечтательный вид и осанка предполагают, что она тоже была заколдована музыкой и ароматом окружающих цветов. Изначально Россетти был вдохновлён строками из поэмы Сэмюэла Тэйлора Кольриджа «Кубла-хан», но затем, в процессе создания, картина стала иллюстрацией для его собственного сонета, строки из которого он написал на раме. В стихотворении упоминается, что музыка сирен завлекает мужчин и убивает их, а в описании образа героини есть отсылки к фигуре Лилит, сам сонет перекликается с сонетом Россетти, посвящённым Лилит и даже напрямую заимствует его образы, таким образом Россетти вновь обращается к типажу Femme fatale.
В традиционных описаниях у сирен присутствуют головы или тела птиц, однако у Россетти она воплощается в человеческой форме. Вместе с исключительно тщательно выписанным лицом и тяжёлой шеей отмечается несколько неестественная поза девушки, что характерно для многих работ позднего периода творчества Россетти.
Картина «Морские чары» была написана по заказу коллекционера и арт-дилера Фредерика Лейланда в таких же размерах, как и «Вероника Веронезе»; по желанию заказчика, картины должны были дополнять друг друга, составляя диптих.